# Part II (On the Run)
Singles de Jay-Z
Drunk in Love
(2013) They Don't Love You No More
(2014)
Singles par Beyoncé Knowles
Drunk in Love
(2013) Partition
(2014)
Part II (On the Run) est une chanson du rappeur américain Jay-Z en collaboration avec Beyoncé. C'est le 3e single extrait du 12e album studio du rappeur, Magna Carta... Holy Grail. Le titre est produit par Timbaland et Jerome "J-Roc" Harmon, tout comme la majorité du reste de l'album.
C'est la suite du titre '03 Bonnie & Clyde sorti en 2002. Beyoncé a également enregistré une version solo du titre.

## Clip vidéo
Le clip est réalisé par Melina Matsoukas, qui avait auparavant travaillé à plusieurs reprises avec Beyoncé. Il est présenté comme la fausse bande-annonce d'un film intitulé RUN. La vidéo est présentée le 17 mai 2014 pour promouvoir la tournée On The Run Tour.
De nombreuses célébrités y font des caméos : Don Cheadle, Guillermo Díaz, Jake Gyllenhaal, Blake Lively, Sean Penn, Emmy Rossum, Rashida Jones et Kidada Jones.
La vidéo comporte de nombreux clins d’œil à Bonnie et Clyde.

## Classements
| Pays / classement (2013)                                 | Meilleure position |
| -------------------------------------------------------- | ------------------ |
| France (SNEP)                                            | 187                |
| Royaume-Uni (UK Singles Chart - Official Charts Company) | 93                 |
| États-Unis (Billboard Hot 100)                           | 81                 |
| États-Unis (Billboard Hot R&B/Hip-Hop Songs)             | 29                 |